# Searching for the Disappeared Hour
Searching for the Disappeared Hour ist ein Jazzalbum von Sylvie Courvoisier und Mary Halvorson. Die um 2020/21 im Oktaven Audio Studio, Mount Vernon (New York), entstandenen Aufnahmen erschienen am 29. Oktober 2021 auf dem Label Pyroclastic.

## Hintergrund
Searching for the Disappeared Hour ist das zweite Album des Duos der Pianistin Sylvie Courvoisier mit der Gitarristin Mary Halvorson nach Crop Circles, erschienen Anfang 2017 bei Relative Pitch Records.

## Titelliste
- Sylvie Courvoisier & Mary Halvorson: Searching for the Disappeared Hour (Pyroclastic Records PR 17)[1]

1. Golden Proportion 2:54
2. Lulu’s Second Theorem 6:16
3. Faceless Smears 5:17
4. Four-Point Play (Mary Halvorson, Sylvie Courvoisier) 3:16
5. Moonbow 5:53
6. Torrential 6:58
7. Mind Out Of Time 4:55
8. Party Dress (Mary Halvorson, Sylvie Courvoisier) 3:14
9. Bent Yellow 4:48
10. The Disappearing Hour 6:00
11. Gates & Passes 6:03
12. Blizzard Rings (Mary Halvorson, Sylvie Courvoisier) 3:46

Wenn nicht anders vermerkt, stammen die Kompositionen von Mary Halvorson (Titel 1, 3, 6, 9, 11) bzw. Sylvie Courvoisier (Titel 2, 5, 7, 10).

## Rezeption
Dave Sumner zählte das Album in Bandcamp Daily zu den besten Neuveröffentlichungen des Monats im Jazz und schrieb, am Klavier klinge niemand so wie Sylvie Courvoisier, und an der Gitarre klinge niemand so wie Mary Halvorson. Ihre individuellen Stimmen seien unverwechselbar, weshalb es sehr spannend sei, wenn sie in einem Aufnahmestudio zusammenkämen. Auf Searching for the Disappeared Hour sei das auffallende Merkmal die Wirkungsmuster, und wie die Dualität von melodischen und rhythmischen Perspektiven das Gefühl vermittle, dem gleichen Weg zu folgen, ohne sich dabei jemals zu treffen.

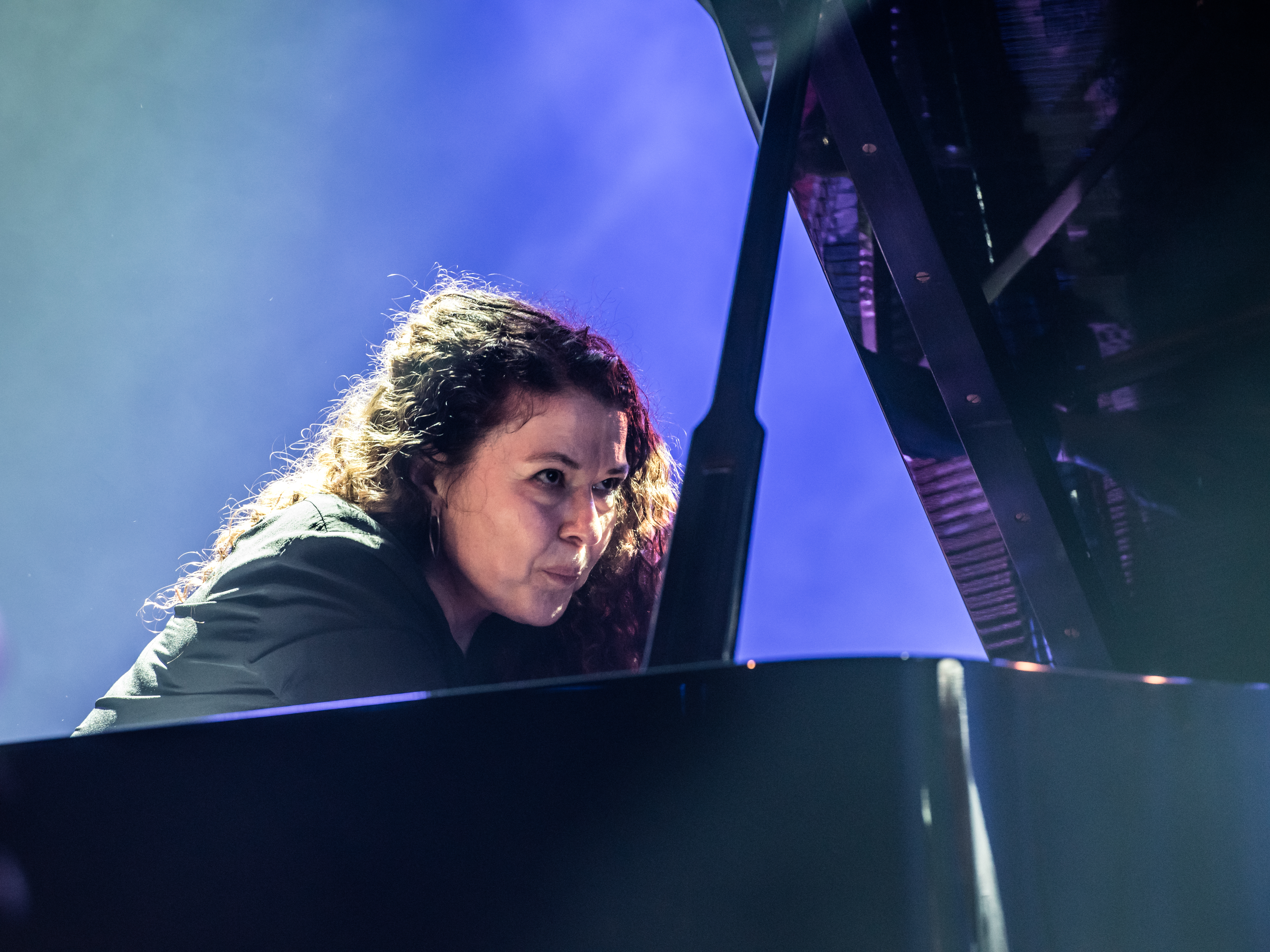
Sylvie Courvoisier beim Moers festival 2017

J. D. Considine schrieb in JazzTimes, sowohl Halvorson als auch Courvoisier hätten das Bill Evans/Jim Hall-Album Undercurrent (1962) als Inspiration für ihr zweites Duo-Album zitiert, und es sei durchaus erwähnenswert, dass sich Undercurrent hier sowohl durch die Individualität seiner Stimmen als auch durch die Art und Weise widerspiegle, wie es Klavier und Gitarre vereine. Courvoisier und Halvorson würden über die Besonderheiten ihres Ansatzes hinausgreifen, um eine Gemeinsamkeit des Geschmacks zu feiern: von melodischen Formen, von rhythmischen Strukturen, von harmonischer Farbe. Die unterhaltsamsten Momente seien jedoch nicht die, in denen sie nach vorne drängten, sondern jene, wenn sie zurückblickten – Courvoisier zitiert Beethovens „Mondscheinsonate“ in „Golden Proportion“, Halvorson „Lucy in the Sky with Diamonds“ in „Faceless Smears“ – „weil es uns daran erinnert, dass diese beiden, so radikal ihr Ansatz auch sein mag, Teil einer fortwährenden Tradition sind.“
Mike Borella (Avant Music News) ordnet beide dem Modern Creative Jazz zu; ihr Ansatz bei Searching for the Disappeared Hour sei eher klassisch orientiert oder zumindest besser als kammermusikalischer Jazz beschrieben. Jede Komposition enthalte eine Reihe von melodischen und harmonischen Strukturen, die Courvoisier und Halvorson fließend durchlaufen. Es gebe kaum Wiederholungen oder traditionelle thematische Entwicklungen. Doch neben und zwischen den ausgeschriebenen Passagen sei reichlich Raum für Improvisation. Das Album könne als Beweis für das technische Können zweier Musiker verstanden werden, so Borella; aber es sei auch eine seltsam bewegende Auseinandersetzung mit der Orientierungslosigkeit, die wir alle in den letzten Monaten [in Folge der COVID-19-Pandemie] verspürt haben.